# Roupala jelskii
Roupala jelskii là một loài thực vật có hoa trong họ Quắn hoa. Loài này được Diels ex Sleumer miêu tả khoa học đầu tiên năm 1954.